# Leif Wager
Leif Wager (11 de febrero de 1922 – 23 de marzo de 2002) fue un cantante y actor finlandés, uno de los más populares de su época.

## Biografía
Su nombre completo era Leif Christian Wager, y nació en Helsinki, Finlandia, en el seno de una familia de origen noruego, siendo su padre pintor y cantante de ópera. En su niñez vivió mucho tiempo en París con sus padres y su hermano menor, pero la recesión económica en los años 1930 obligó a la familia a volver a Finlandia. Instalados en Töölö, su padre consiguió un trabajo en la Ópera Nacional de Finlandia. Leif cursó estudios en una escuela en lengua sueca, así como en el Conservatorio de Helsinki. 
En sus inicios, el joven Wager cantaba sin demasiado éxito para algunas orquestas, a la vez que soñaba con la posibilidad de seguir la carrera de actor. Tras el estallido de la Guerra de invierno, la familia Wager huyó a Noruega. En abril de 1940 Alemania invadió Noruega, y poco después Wager regresó a Finlandia. Al iniciarse la Guerra de continuación, decidió alistarse en el ejército finlandés, donde sirvió tres meses como conductor de ambulancia, formando posteriormente parte de las fuerzas de entretenimiento, participando en giras teatrales durante más de dos años. En ese período viajó por diferentes partes del frente, desde el Mar de Åland hasta el este de Carelia.
En abril de 1942, Toivo Särkkä, director de Suomen Filmiteollisuus, contrató a Leif Wager, a pesar de encontrarse viajando por el frente de guerra. El actor rodó en los pequeños intervalos de permiso que recibía. A finales de enero de 1943 se estrenó Katariina ja Munkkiniemen kreivi, película con la cual Wager obtuvo gran fama y su papel más conocido, y en la cual trabajó con Regina Linnanheimo. Sin embargo, en el verano de 1944 se recrudecieron las hostilidades, y Wager fue destinado al servicio de armas, debiendo en un principio dedicarse a la construcción de trincheras. El último día de la guerra fue herido de bala en el talón, volviendo a Helsinki con el pie vendado.
Durante la guerra había obtenido la ciudadanía finlandesa, y planeaba volver a ser noruego tras la contienda. Mientras, en 1945 se casó con la bailarina finlandesa Eva Hemming en Noruega, con la que tuvo dos hijas, Carmela y Evita. Wager buscó trabajo en teatros noruegos. Sin embargo, fue sometido a interrogatorios por la policía noruega por sus actividades en el ejército finlandés y sus conexiones con los alemanes, lo cual molestó enormemente al actor. Como además no conseguía contratos de trabajo en el teatro, decidió su regreso a Finlandia, conservando el resto de su vida la ciudadanía finlandesa.
En Finlandia pudo actuar en el teatro, participando en representaciones del Teatro Sueco (1942–1975) y del Teatro Nacional de Finlandia (1975–1989), en el cine y en la radio, trabajando hasta mediados de los años 1950 en una par de largometrajes anuales. Entre sus mejores películas de la época figuran Tanssi yli hautojen (1950), Kesäillan valssi (1951) y Sven Tuuva (1958). En el año 1948 Wager recibió el Premio Jussi por su actuación en Läpi usvan.

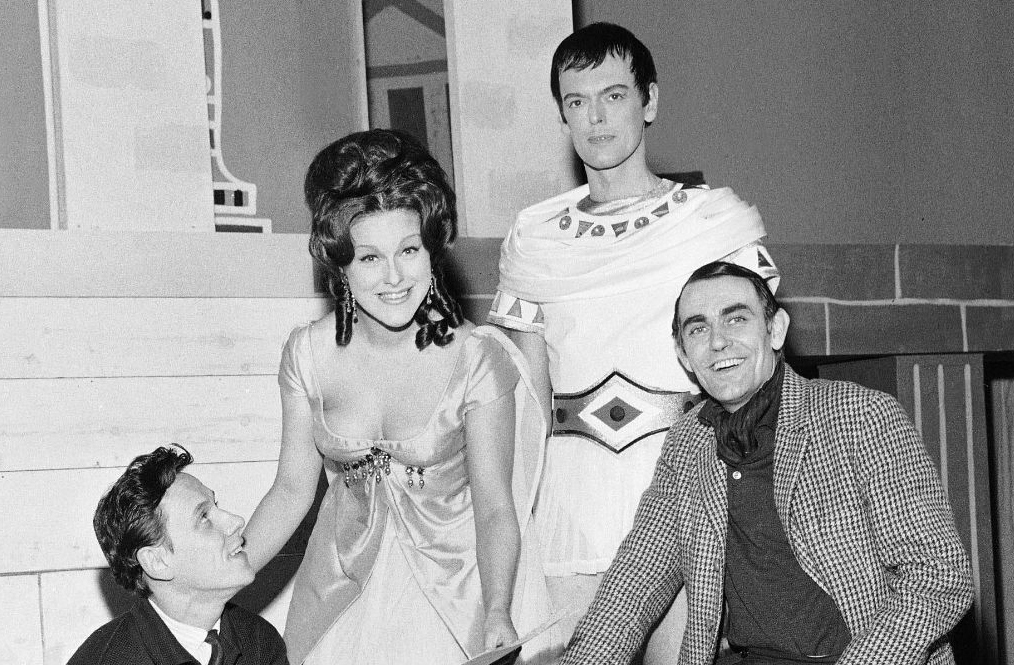
Heikki Värtsi, Berith Bohm, Leif Wager y Mogens Brix-Pedersen en el Teatro Sueco en 1965

La huelga de actores de 1963–1965 y la quiebra de la productora SF en 1965 redujeron las posibilidades de Leif Wager de obtener trabajo en el cine. Por ello se centró en el teatro y empezó a actuar en la televisión. Como actor teatral, aunque retirado del Teatro Nacional de Finlandia en 1989, Wager siguió con algunas actuaciones hasta 1994. Su última actuación llegó en 2001 en la serie televisiva Benner & Benner.
Además de su trayectoria artística como actor, Wager fue también cantante, grabando unas cuarenta canciones, siendo la más conocida "Romanssi" ("Sua vain yli kaiken mä rakastan"), perteneciente a la película Katariina ja Munkkiniemen kreivi. En el año 2000 publicó sus memorias, que tituló Hävyttömän hieno elämä. Por su trayectoria artística, recibió en el año 1970 la Medalla Pro Finlandia,
Leif Wager falleció en Helsinki en 2002, a los 80 años de edad. Fue enterrado en el Cementerio de Hietaniemi.

## Filmografía (selección)
- 1943 : Katariina ja Munkkiniemen kreivi
- 1946 : Nuoruus sumussa
- 1947 : Pikajuna pohjoiseen
- 1948 : Haaviston Leeni
- 1950 : Tanssi yli hautojen
- 1951 : Kesäillan valssi
- 1952 : Tåg norrut
- 1954 : Onnelliset
- 1958 : Sven Tuuva
- 1960 : Kaks' tavallista Lahtista
- 1961 : Tähtisumua
- 1961 : Toivelauluja
- 1961 : Olin nahjuksen vaimo
- 1986 : Den förtrollade vägen (TV)
- 1991 : Din vredes dag (serie TV)
- 1992 : En sparv i tranedans
- 1995 : Vita lögner

## Discografía (selección)

### Singles
- 1950 : Ystäväs' olla tahtoisin / Alla vanhan lehmuksen
- 1959 : Piove / Marechiare
- 1959 : Katulaulajan serenadi / Nukkuos rakas
- 1960 : Tähdet kertovat / Älä jätä minua yksin
- 1961 : Me rakastavaiset / Portin luona
- 1971 : Romanssi / Ramona

### Álbumes
- 1987 : Romanssi
- 1999 : 20 suosikkia – Tähdet kertovat